# 2009 au Tadjikistan
Cet article présente les faits marquants de l'année 2009 au Tadjikistan.

## Évènements

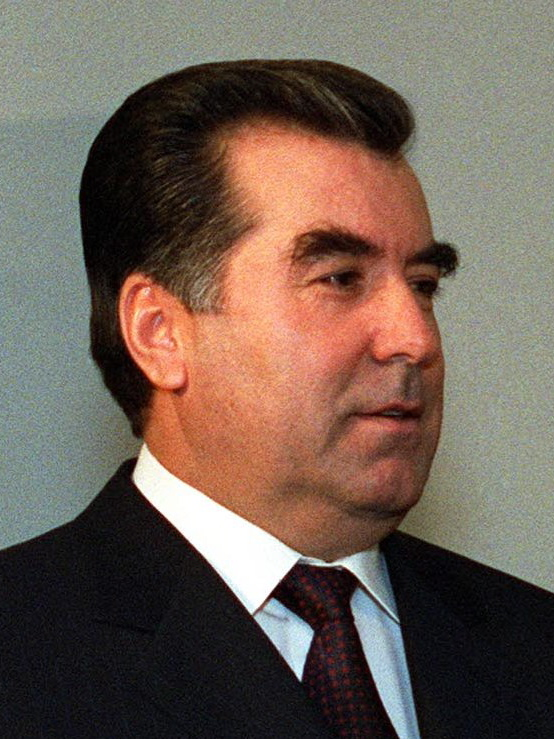
Emomali Rahmonov (novembre 2001)

- Mercredi 4 février 2009 : Le président bélarusse Alexandre Loukachenko annonce que la Russie et quatre autres pays de l'ex-URSS (Biélorussie, Kazakhstan, Kirghizstan et Tadjikistan) ont décidé à Moscou de créer un fonds commun de 10 milliards de dollars pour lutter contre les conséquences de la crise économique. Le même jour, les présidents de la Russie, de la Biélorussie, du Kazakhstan, et du Tadjikistan auxquels se joint de l'Ouzbékistan et l'Arménie décident de créer des « forces armées collectives » afin de répondre à d'éventuelles menaces extérieures.

- Mercredi 17 juin 2009, FMI : Le directeur général du FMI, Dominique Strauss-Kahn, est en visite à Douchanbé où il a rencontré le président Emomali Rakhmon. Les transferts d'argent par les travailleurs tadjiks en Russie et en Chine ont baissé ce qui tire l'économie du pays vers le bas, mais le pays devrait bénéficier de la reprise en 2010.